# Mellicta rhodoleuca
Mellicta rhodoleuca är en fjärilsart som beskrevs av Hermann Stauder 1914. Mellicta rhodoleuca ingår i släktet Mellicta och familjen praktfjärilar. Inga underarter finns listade i Catalogue of Life.